# Jełancy
Jełancy (ros. Еланцы) – wieś (sieło) w Rosji, w obwodzie irkuckim, ośrodek administracyjny rejonu olchońskiego. W 2010 liczyła 4009 mieszkańców.